# Blaine Ridge-Davis
Pour les articles homonymes, voir Davis.
Blaine Ridge-Davis est une coureuse cycliste anglaise née le 7 mai 1999. Spécialiste des épreuves de BMX et de  vitesse sur piste, elle a remporté la médaille d'argent de la vitesse par équipes aux championnats d'Europe 2020.

## Biographie
Blaine Ridge-Davis a suivi son grand frère pour commencer le cyclisme dans le club de BMX de Peckham dans le grand Londres. Elle devient championne d'Europe de BMX chez les juniors (moins de 19 ans) en 2017, une première dans cette catégorie pour une Britannique. Elle s'est ensuite concentrée sur le cyclisme sur piste.
En 2019, elle remporte la médaille de bronze de la vitesse par équipes aux championnats d'Europe espoirs (moins de 23 ans) à Gand avec Millicent Tanner. La même année, elle devient championne de Grande-Bretagne dans cette discipline pour la première fois avec Shanaze Reade. Aux championnats d'Europe élites en 2020, elle prend la deuxième place de la vitesse par équipes avec Millicent Tanner, Lusia Steele et Lauren Bate,.
Lors de l'année 2021, toujours en vitesse par équipes, elle est vice-championne d'Europe espoirs et médaillée de bronze aux mondiaux de Roubaix.

## Palmarès sur piste

### Championnats du monde
| Édition / Épreuve | Vitesse par équipes |
| Roubaix 2021      | Bronze              |

### Championnats d'Europe
| Édition / Épreuve        | Vitesse par équipes |
| Gand 2019 (espoirs)      | Bronze              |
| Plovdiv 2020             | Argent              |
| Apeldoorn 2021 (espoirs) | Argent              |

### Championnats de Grande-Bretagne
- 2018
  - 3e de la vitesse par équipes
- 2019
  -  Championne de Grande-Bretagne de vitesse par équipes (avec Shanaze Reade)
- 2020
  -  Championne de Grande-Bretagne de vitesse par équipes (avec Millicent Tanner)

## Palmarès en BMX

### Championnats d'Europe
- Bordeaux 2017
  -  Championne d'Europe de BMX juniors

### Coupe d'Europe
- 2016 : 3e du classement général chez les juniors
- 2017 : 3e du classement général chez les juniors

### Championnats de Grande-Bretagne
- 2014
  - 3e du BMX
- 2015
  - 3e du BMX